# Piotr Łabuda
Piotr Łabuda (ur. 7 grudnia 1972 w Nowym Sączu) – polski duchowny rzymskokatolicki, doktor habilitowany nauk teologicznych w zakresie biblistyki, profesor nadzwyczajny Uniwersytetu Papieskiego Jana Pawła II w Krakowie, wykładowca Wydziału Teologicznego Sekcja w Tarnowie, przewodnik po Ziemi Świętej.

## Życiorys
Pochodzi z parafii św. Heleny w Nowym Sączu. Po maturze wstąpił do Wyższego Seminarium Duchownego w Tarnowie, a po ukończeniu tam studiów filozoficzno-teologicznych przyjął święcenia kapłańskie 30 maja 1998 roku z rąk bpa Wiktora Skworca. W latach 2000–2005 odbył studia z teologii biblijnej na Katolickim Uniwersytecie Lubelskim zakończone doktoratem napisanym pod kierunkiem ks. prof. dra hab. Antoniego Paciorka. W latach 2005–2009 pełnił obowiązki dyrektora Wydawnictwa Diecezji Tarnowskiej „Biblos”. Od 2005 roku jest asystentem i wykładowcą Pisma Świętego na Uniwersytecie Papieskim Jana Pawła II w Krakowie Wydział Teologiczny Sekcja w Tarnowie oraz w Wyższym Seminarium Duchownym w Gródku Podolskim na Ukrainie. 25 czerwca 2012 r. uzyskał stopień doktora habilitowanego w UPJPII na podstawie rozprawy pt. Eliasz w chrystologii Łukasza.
Pełni funkcje delegata Biskupa Tarnowskiego do oceny ksiąg treści religijnej oraz członka Diecezjalnej Komisji Kaznodziejskiej. Jest ponadto moderatorem Dzieła Biblijnego im. Jana Pawła II, moderatorem Radiowo-Internetowego Studium Biblijnego oraz inicjatorem i redaktorem naczelnym serii Krąg Biblijny. Jest członkiem Stowarzyszenia Biblistów Polskich i Polskiego Towarzystwa Teologicznego oraz sekretarzem redakcji rocznika „Scripturae Lumen”.
W 2018 r. otrzymał godność dziekana i Kanonika Prałata Kapituły kolegiackiej pw. Matki Boskiej Bolesnej w Limanowej.

## Wybrane publikacje
- Wtajemniczenie chrześcijańskie, Tarnów 2018
- Po drogach Ziemi Świętej, Tarnów 2018
- Listy Apostoła Pawła. Wprowadzenie i omówienie. Część II, Tarnów 2016
- Jezus Chrystus. Zapowiedzi i spełnienie, Tarnów 2016
- Święty Paweł: trzynasty apostoł, Tarnów 2015
- Listy Apostoła Pawła. Wprowadzenie i omówienie. Część I, Tarnów 2013
- Krzyż Twój wielbimy, Tarnów 2011
- Historia zbawienia. Wstęp ogólny do Pisma Świętego, Tarnów 2010[1]